# Johann Christian Mikan
Johann Christian Mikan (5. prosince 1769, Teplice – 24. prosince 1844, Praha) byl česko-rakouský lékař, botanik a entomolog. Byl synem botanika Josefa Bohumíra (Josepha Gottfrieda) Mikana.

## Život
Byl profesorem všeobecné přírodovědy na pražské univerzitě. V letech 1811–1826 též ředitelem botanické zahrady Karlovy univerzity, do níž uvedl nové druhy rostlin, především tropických, jihoafrických a také alpských. Navýšil počet pěstovaných druhů na tehdy rekordních deset tisíc.
Roku 1811 podnikl výpravu na Maltu, Baleáry a do Španělska, v roce 1817 se pak zúčastnil spolu s Johannem E. Pohlem rakouské vědecké výpravy do Brazílie. Objevil zde několik dosud neznámých druhů rostlin (Dichorisandra thyrsiflora, Echites tenuifolius, Oxalis daphniformis, Paspalum suffultum, Passiflora amethystina aj.).
K jeho nejdůležitějším odborným pracím patří Monographia Bombyliorum Bohemiae (1796), Entomologische Beobachtungen, Berichtigungen und Entdeckungen (1797) a zejména několikasvazkové Delectus Florae et Faunae Brasiliensis (1820–25).
Carl Ludwig Willdenow v roce 1803 pojmenoval rod Mikania Willd na počest otce i syna Mikanových. Jeho botanická zkratka je J.C.Mikan.